# Francesco Pezzi
Francesco Pezzi (Venezia, 18 settembre 1780 – Milano, 30 gennaio 1831) è stato un giornalista italiano.

## Biografia
Nacque in una famiglia di agiati mercanti (i Pezzi) trasferitasi in Laguna dalla Valsolda agli inizi del XVIII secolo. Il padre Domenico gestiva assieme ai fratelli un negozio di panni di seta, All'insegna del Lievro, in San Basso, a due passi da Piazza San Marco . Anche la famiglia della madre, Caterina Tabacchi (o Tabacco), aveva origini mercantili.
Dopo gli studi nel collegio somasco di Sant'Agostino di Treviso, il Pezzi tornò a Venezia dove il 23 dicembre 1800, quasi certamente senza il consenso dei genitori, sposò Chiara Dorigo, figlia di un caffettiere di San Polo, da cui ebbe almeno tre figli legittimi. Ma la carriera mercantile non gli si confaceva. Dopo una non fortunata esperienza come drammaturgo (un suo dramma sentimentale venne fischiato dal pubblico e cadde alla prima rappresentazione), si diede alla carriera di poeta improvvisatore. Trasferitosi dapprima a Parigi, giunse poi a Milano (dove è attestato stabilmente con certezza a partire dal 1808). Pezzi si vide affidare la direzione del «Corriere Milanese». Nel 1811 fu tra i fondatori e collaboratori dell'importante rivista culturale semi-ufficiale «Il Poligrafo, giornale letterario settimanale» (1811-1814) che diresse assieme a Luigi Lamberti e Vincenzo Monti. Fin da subito Pezzi si distinse per la vis polemica con cui vivacizzò le sue testate, soprattutto attraverso la rubrica "Varietà" nella quale recensì, spesso in forma anonima, spettacoli teatrali ed opere letterarie.
Con il cambio di regime politico avvenuto nel 1814, Milano ritornò sotto gli austriaci. Il «Corriere», giornale ufficiale del passato regime, fu chiuso d'autorità. Pezzi ottenne dalla nuova amministrazione cittadina il permesso di stampare un nuovo giornale. Il 1º gennaio 1816 uscì la «Gazzetta di Milano» (il titolo richiamava il periodo pre-rivoluzionario), che fu diretta dal Pezzi ininterrottamente fino alla morte. Il giornalista, ormai celebre e temuto recensore, inventò per questo giornale un'appendice quotidiana a fondo pagina intitolata "Glissons n'appuyons pas" dalla quale mosse una celebre guerra contro il "Conciliatore" (1818-1819). Non fu tuttavia insensibile al nascente romanticismo, come dimostrano le lodi che riservò ai Promessi sposi del Manzoni (1827).
Francesco Pezzi morì a Milano nel 1831 a 51 anni e fu sepolto al cimitero di San Gregorio fuori di Porta Venezia, non più esistente. Alla guida del quotidiano gli succedette il giovane figlio, Gian Jacopo Pezzi, che rimase direttore sino alla fine del 1833. Un'altra figlia fu la scrittrice e giornalista Giulietta Pezzi.